# Хумка Буџак
Хумка Буџак се налази на коти од око 85 метара, у склопу платоа који је накада припадао земљаном утврђењу Вашкапу, заправо је његова источна "цитадела", то јест оно што је остало од ње. Хумка данас достиже само око 2 m висине, а сигурно је да је њено узвишење било нешто више у својој оригиналној форми. И овако, видик је савршено добар, јер се налази тачно на обали некадашње реке Тисе у њеној кривини ка истоку.
Древним народима је близина воде била од стратешке важности: за риболов, за појење стоке, за купање коња, за могућност повлачења од јачег непријатеља. Иако је изгубила од свог некадашњег сјаја, ова хумка и даље представља најбољу тачку осматрања околине.

## Стање и перспективе
Ова хумка не ужива заштиту државе, и нема статус археолошког налазишта или споменика културе. До данашњих дана сачувана је само добрим приступом мештана. За сада је због свог положаја и близине резервата природе "Камараш" заштићена од орања и уништавања. У непосредној близини налази се археолошко налазиште – аварска некропола, али повезаност није утврђена.

## Галерија
| - Одељак туристичке мапе Хоргоша са положајем хумке - У непосредној близини налази се археолошко налазиште, Аварско гробље - Околину хумке карактерише очуваност степске вегетације - Хумка гледа на повећу долину, стари меандар реке Тисе, који је данас предиван пашњак - Одељак мапе 2. војног премера Монархије (око 1860), види се да је подручје око хумке окружено водом |